# Nozeroy
Nozeroy település Franciaországban, Jura megyében. Lakosainak száma 396 fő (2022. január 1.). Nozeroy Gillois, Conte, Doye, La Favière, Longcochon, Rix és Mièges községekkel határos.

## Népesség
A település népességének változása:
| Lakosok száma | 416  | 429  | 416  | 395  | 420  | 437  | 437  | 408  | 394  | 396  |
|               | 1968 | 1982 | 1990 | 2006 | 2013 | 2015 | 2017 | 2019 | 2020 | 2022 |